# Dopolavoro Aziendale Vittorio Necchi
Il Dopolavoro Aziendale Vittorio Necchi, noto anche come Vittorio Necchi, è stata una squadra di calcio italiana con sede a Pavia. Il club ha disputato nella sua storia un campionato di Serie C.

## Storia
La società nacque come dopolavoro aziendale della Società Anonima Vittorio Necchi, azienda produttrice di macchine da cucire fondata nel 1919 e presieduta da Vittorio Necchi.

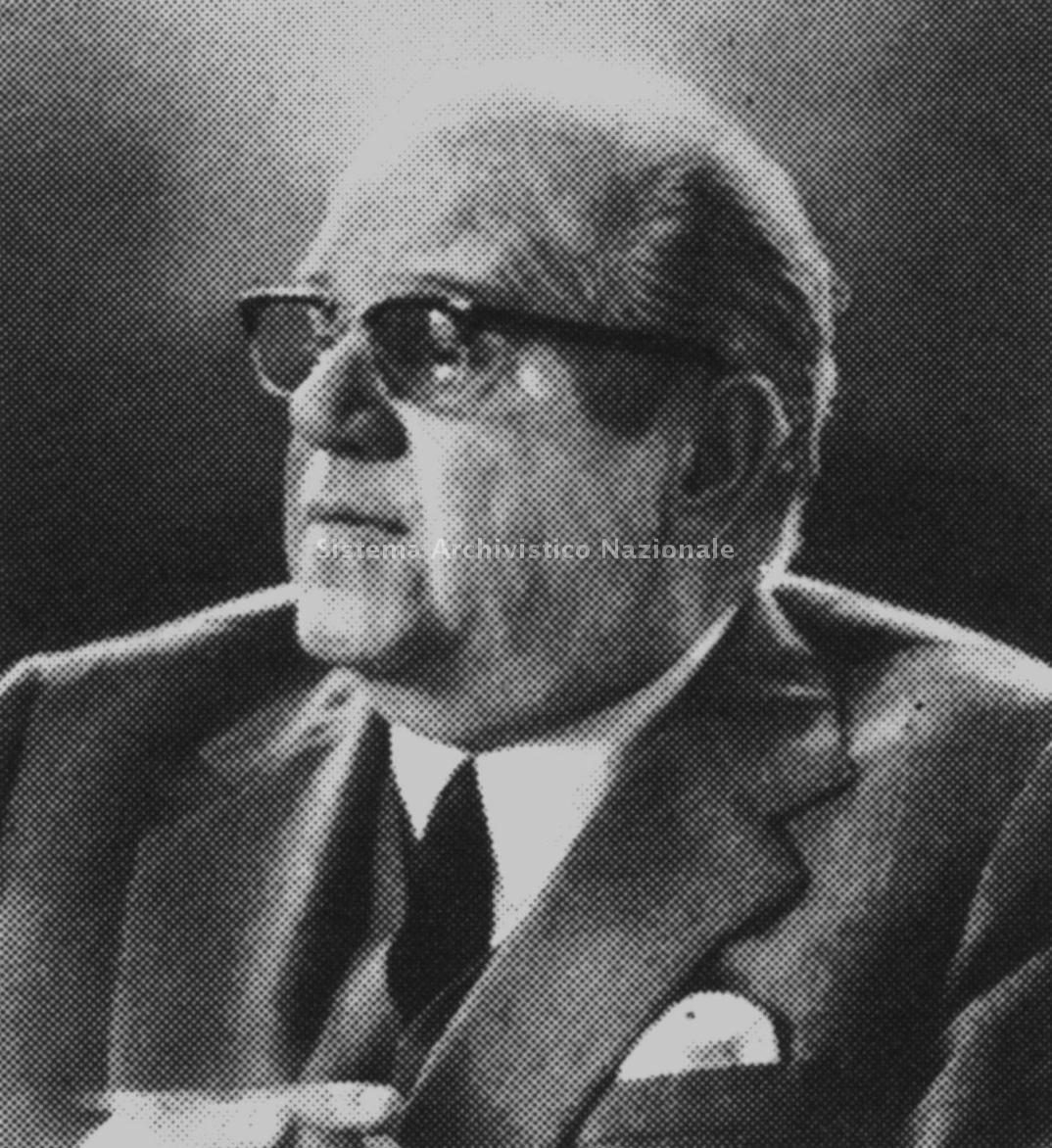
Vittorio Necchi.

Nel 1941, dopo aver giocato per due stagioni in Prima Divisione, il Vittorio Necchi ottenne al termine della Prima Divisione 1940-1941 il 2º posto nel Girone B lombardo, alle spalle della squadra B dell'Alfa Romeo. Nel settembre 1941 il club viene ripescato in Serie C per il completamento degli organici della terza serie.
Nel girone B della Serie C 1941-1942, in cui milita anche la Pavese Luigi Belli, ottiene, sotto la guida dell'allenatore-giocatore Angelo Bocchi, il sedicesimo ed ultimo posto, retrocedendo così in Prima Divisione.
Nel settembre 1942 il club si fonde con la già citata concittadina Pavese Luigi Belli, anch'essa retrocessa, rifondando così lo storico Pavia.
Il neonato Pavia verrà poi ripescato la stagione seguente nella Serie C 1942-1943.